# Grammy Award for Best Contemporary Performance by a Chorus
Der Grammy Award for Best Contemporary Performance by a Chorus, auf Deutsch „Grammy-Auszeichnung für die beste zeitgenössische Darbietung durch einen Chor“, ist ein Musikpreis, der von 1969 bis 1970 von der amerikanischen Recording Academy im Bereich Popmusik verliehen wurde.

## Geschichte und Hintergrund
Die seit 1959 verliehenen Grammy Awards werden jährlich in zahlreichen Kategorien von der Recording Academy in den Vereinigten Staaten vergeben, um künstlerische Leistung, technische Kompetenz und hervorragende Gesamtleistung ohne Rücksicht auf die Album-Verkäufe oder Chart-Position zu würdigen.
Eine dieser Kategorien war der Grammy Award for Best Contemporary Performance by a Chorus. Der Preis wurde nur in den Jahren 1969 und 1970 vergeben. Im Jahr 1969 hieß er zunächst Grammy Award for Best Contemporary Pop Performance, Chorus. Parallel existierte die Preiskategorie Grammy Award for Best Pop Performance by a Duo or Group with Vocal, die ebenfalls Darbietungen von Chören auszeichnete. Eine ähnliche Preiskategorie im Bereich Popmusik gab es von 1961 bis 1968 unter der Bezeichnung Grammy Award for Best Performance by a Chorus.

## Gewinner und Nominierte
| Jahr | Gewinner                                                                            | Nationalität       | Werk                                     | Nominierte | Bild des/der Gewinner(s) |
| ---- | ----------------------------------------------------------------------------------- | ------------------ | ---------------------------------------- | ---------- | ------------------------ |
| 1969 | Alan Copeland (Chorleiter) gesungen von dem Alan Copeland Singers                   | Vereinigte Staaten | Mission Impossible/Norwegian Wood Medley |            |                          |
| 1970 | Percy Faith (Chor- und Orchesterleiter) gespielt vom Percy Faith Orchester und Chor | Vereinigte Staaten | Love Theme From Romeo and Juliet         |            |                          |